# NGC 3568
NGC 3568 é uma galáxia espiral barrada (SBc) localizada na direcção da constelação de Centaurus. Possui uma declinação de -37° 26' 56" e uma ascensão recta de 11 horas, 10 minutos e 48,4 segundos.
A galáxia NGC 3568 foi descoberta em 21 de Abril de 1835 por John Herschel.